# ピーター・ハーディング (ウィルチェアーラグビー選手)
ピーター・ハーディング（Peter Harding、1969年2月4日 – ）は、オーストラリアの車いすラグビー選手。ビクトリア州ミルデューラにて誕生。2000年夏季パラリンピックに車いすラグビーオーストラリア代表として出場し、銀メダルを獲得した。